# Marc Massion
Marc Massion, né le 12 novembre 1935 à Paris, est un homme politique français, membre du Parti socialiste.

## Biographie
Inspecteur général des PTT de profession, Marc Massion est député de Seine-Maritime de 1981 à 1986 en remplacement de Laurent Fabius nommé au gouvernement, conseiller général du canton de Grand-Couronne de 1985 à 2000 et conseiller régional de Haute-Normandie. Également élu au conseil municipal du Grand-Quevilly à partir de 1977, il devient en 1995 premier adjoint au maire, Laurent Fabius. Après l'entrée au gouvernement de ce dernier en mars 2000, Marc Massion lui succède comme maire de la ville jusqu'en 2020, où il choisit de ne pas se représenter.
Il devient sénateur de Seine-Maritime le 6 juillet 1995 en remplacement de Tony Larue, décédé, puis il est élu le 24 septembre suivant et de nouveau le 26 septembre 2004. Il démissionne le 31 décembre 2013 et est remplacé par Didier Marie.